# Championnats de Tunisie d'athlétisme 1994
Navigation
1993 1995
Les championnats de Tunisie d'athlétisme 1994 sont une compétition tunisienne d'athlétisme se disputant en 1994.

## Palmarès
| Discipline            | Hommes                 | Hommes  | Femmes | Femmes |
| --------------------- | ---------------------- | ------- | ------ | ------ |
| 100 m                 | Mohamed Habib Barhoumi | 10 s 3  |        |        |
| 200 m                 | Mohamed Habib Barhoumi | 21 s 8  |        |        |
| 400 m                 | Habib Dhouibi          | 50 s 22 |        |        |
| 800 m                 |                        |         |        |        |
| 1 500 m               |                        |         |        |        |
| 3 000 m               |                        |         |        |        |
| 5 000 m               |                        |         |        |        |
| 10 000 m              |                        |         |        |        |
| 100 m haies           |                        |         |        |        |
| 110 m haies           |                        |         |        |        |
| 400 m haies           |                        |         |        |        |
| 3 000 m steeple       |                        |         |        |        |
| Relais 4 × 100 mètres |                        |         |        |        |
| Relais 4 × 400 mètres |                        |         |        |        |
| Saut en longueur      | Houcine Mbarek         | 7,50 m  |        |        |
| Triple saut           | Houcine Mbarek         | 14,55 m |        |        |
| Saut en hauteur       |                        |         |        |        |
| Saut à la perche      |                        |         |        |        |
| Lancer du poids       |                        |         |        |        |
| Lancer du disque      |                        |         |        |        |
| Lancer du marteau     |                        |         |        |        |
| Lancer du javelot     |                        |         |        |        |
| Décathlon             |                        |         |        |        |
| Heptathlon            |                        |         |        |        |
| Marathon              |                        |         |        |        |